# 글라골 문자

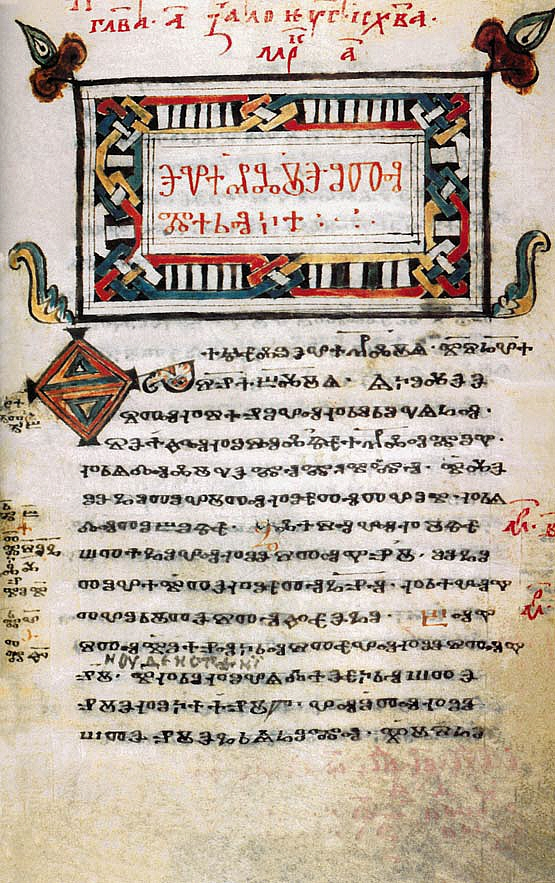
글라골 문자로 쓴 문서

글라골 문자는 옛 교회 슬라브어를 표기하는 데 쓰였던 문자이다.
9세기 후반 슬라브어를 쓰는 발칸 제국에 도입된 문자이며 옛 교회 슬라브어를 표기하는데 썼던 글라골 문자다. 글라골 문자는 가장 오래된 슬라브 알파벳으로 이름은 그 생성 뒤 몇 세기가 지난 후에 지어졌다. 이름은 고대 슬라브어 '글라골'(utterence)→말하는 기호에서 비롯되었는데, 이것은 G에 해당하는 슬라브 이름이기도 하다.
키릴문자는 초기 키릴 문자에서 갈라져서 나왔으며, 이 문자는 글라골 문자에서 갈라져 나온 것이라고 한다.
키릴 형제의 제자들이 불가리아 보리스(Boris) 왕의 요청을 받아 글라골 문자를 더욱 발전시켜 만든 것이 오늘날의 키릴 문자이다. 글라골 문자를 바탕으로 10세기경 키릴 문자가 만들어졌다. 글라골 문자는 로마 가톨릭을 믿는 슬라브인들이 쓴 반면 키릴 문자는 동방정교회를 따르는 슬라브인들이 썼다.

## 글라골 문자의 슬라브어 별 표현
- 벨라루스어: глаголіца ('hlaholitsa')
- 불가리아어: 마케도니아어: глаголица ('glagolica')
- 체코어: hlaholice
- 크로아티아어: glagoljica / 세르비아어: глагољица
- 폴란드어: głagolica
- 러시아어: глаголица ('glagólitsa')
- 슬로베니아어: glagolica
- 슬로바키아어: hlaholika
- 우크라이나어: глаголиця ('hlaholytsia')

## 알파벳
알파벳에는 두 변종이 있다. 초기의 둥근 형태는 고대 교회 슬라브어에 쓰였고 나중의 모난 형태는 크로아티아어에서 사용되었다. 문자 대부분의 소리값은 키릴 문자의 영향을 받은 것으로 생각되며, 또한 초기 확산을 통해 다른 슬라브어 방언으로 퍼지면서 혼동되게 되었다. 또한 글라골 문자의 낱 글자 소리값이 늘 뚜렷한 것은 아니었다. 예를 들면 문자 yu Ⱓ 는 원래 /u/의 소리값을 지녔지만 뒤에 키릴 문자의 영향으로 ow의 합자 Ⱆ으로 바뀌었다. 다른 문자들은 키릴 모델을 따라 나중에 만들어진 것이다.
다음 표는 현대 글라골 문자의 순서에 따라 각각의 낱개 글자를 목록화한 것이다. (둥근형)문자의 이미지와 그에 대응하는 키릴 문자, 발음, 이름과 그 근원에 대한 암시를 보인다. 여러 옛 문자는 현재 쓰이지 않게 되었다.
| 문자 | 문자                | 키릴 문자 | 음       | OCS 이름                                                               | CS 이름                                                                | 의미                                                                   | 근원                                                                   |
| ---- | ------------------- | --------- | -------- | ---------------------------------------------------------------------- | ---------------------------------------------------------------------- | ---------------------------------------------------------------------- | ---------------------------------------------------------------------- |
| Ⰰ    | Azu                 | А         | /ɑ/      | Azъ                                                                    | Az                                                                     | 나                                                                     | 히브리 문자 알레프 (א) 또는 십자 부호                                  |
| Ⰱ    | Bouky               | Б         | /b/      | Buky                                                                   | Buky                                                                   | 글자들                                                                 | 불명                                                                   |
| Ⰲ    | Vede                | В         | /ʋ/      | Vědě                                                                   | Vedi                                                                   | 앎                                                                     | 아마 로마자 V                                                          |
| Ⰳ    | Glagolu             | Г         | /ɡ/      | Glagoli                                                                | Glagoli                                                                | 움직씨, 낱말                                                           | 아마 흘림체 그리스어 감마 (γ)                                          |
| Ⰴ    | Dobro               | Д         | /d/      | Dobro                                                                  | Dobro                                                                  | 상냥함, 좋음                                                           | 그리스어 델타 (Δ)                                                      |
| Ⰵ    | Jestu               | Є, Е, Э   | /ɛ/      | Estъ, jestъ, yestъ                                                     | Jest                                                                   | 있다                                                                   | 아마 사마리타어 ϡ 또는 그리스어 삼피 ϡ                                 |
| Ⰶ    | Zhivete             | Ж         | /ʒ/      | Živěte                                                                 | Živete                                                                 | 삶, 살다                                                               | 불명, 아마 콥트 ϫ                                                      |
| Ⰷ    | Dzelo               | Ѕ         | /dz/     | Dzělo                                                                  | Dzelo                                                                  | 초록, 매우                                                             | 불명                                                                   |
| Ⰸ    | Zemlja              | З         | /z/      | Zemlja                                                                 | Zemlja                                                                 | 땅, 지구                                                               | 아마도 그리스어의 변종 세타 θ                                          |
| Ⰹ, Ⰺ | ,                   | И, Й      | /i, j/   | Iže                                                                    | Iže                                                                    |                                                                        | 아마도 그리스어 이오타 with dieresis ϊ                                 |
| Ⰻ    | I                   | І, Ї      | /i, j/   | I                                                                      | I                                                                      |                                                                        | 불명, 크리스챤 심벌, 원과 삼각형                                       |
| Ⰼ    | Gjerv               | Ћ, Ђ      | /dʑ/     | Djervь, ǵervь                                                          |                                                                        | 나무                                                                   | 불명                                                                   |
| Ⰽ    | Kako                | К         | /k/      | Kako                                                                   | Kako                                                                   | 어떻게, 어찌                                                           | 히브리어 qoph ק                                                        |
| Ⰾ    | Ljudie              | Л         | /l, ʎ/   | Ljudie                                                                 | Ljudi                                                                  | 사람들                                                                 | 아마 그리스어 lambda λ                                                 |
| Ⰿ    | Myslite             | М         | /m/      | Myslite                                                                | Mislete                                                                | 생각                                                                   | 그리스 문자 뮤 μ                                                       |
| Ⱀ    | Nashi               | Н         | /n, ɲ/   | Našь                                                                   | Naš                                                                    | 우리(의)                                                               | 불명                                                                   |
| Ⱁ    | Onu                 | О         | /ɔ/      | Onъ                                                                    | On                                                                     | 그(이)                                                                 | 불명                                                                   |
| Ⱂ    | Pokoi               | П         | /p/      | Pokoi                                                                  | Pokoj                                                                  | 나른함                                                                 | 초기 그리스어 파이 Π                                                   |
| Ⱃ    | Rici                | Р         | /r/      | Rьci, rьtsi                                                            | Rci                                                                    |                                                                        | 아마 그리스 문자 로 ρ                                                  |
| Ⱄ    | Slovo               | С         | /s/      | Slovo                                                                  | Slovo                                                                  | 낱말, 말하기                                                           | 불명, 그리스챤 심벌 원과 삼각형                                        |
| Ⱅ    | Tvrido              | Т         | /t/      | Tvrьdo                                                                 | Tverdo                                                                 | 단단함, 굳음                                                           | 그리스어 타우 τ                                                        |
| Ⱆ    | Uku                 | У         | /u/      | Ukъ                                                                    | Uk                                                                     |                                                                        | onъ 와 izhitsa 합자                                                    |
| Ⱇ    | Fritu               | Ф         | /f/      | Frьtъ                                                                  | Fert                                                                   |                                                                        | 그리스 문자의 변종 φ                                                   |
| Ⱈ    | Heru                | Х         | /x/      | Xěrъ                                                                   | Xer                                                                    |                                                                        | 불명, 유사 glagoli 와 라틴 h                                           |
| Ⱉ    | Otu                 | Ѿ         | /ɔ/      | Otъ                                                                    | Oht, Omega                                                             |                                                                        | onъ 와 그 거울 이미지의 합자                                           |
| Ⱋ    | Shta                | Щ         | /tʲ, ʃt/ | Šta                                                                    | Šta                                                                    | 무엇, 뭐                                                               | 합자 sha의 아래 tvrьdo                                                 |
| Ⱌ    | Ci                  | Ц         | /ts/     | Ci, tsi                                                                | Ci                                                                     |                                                                        | 히브리 문자 צ                                                          |
| Ⱍ    | Chrivi              | Ч         | /tɕ/     | Črьvъ                                                                  | Červ                                                                   | 지렁이                                                                 | 불명, 유사 shta아마도 히브리문자의 중간 형태 tsade ץ                   |
| Ⱎ    | Sha                 | Ш         | /ʃ/      | Ša                                                                     | Ša                                                                     |                                                                        | 히브리 0shin ש                                                         |
| Ⱏ    | Jeru                | Ъ         | /ɯ/      | Erъ, jerъ                                                              | Jer                                                                    |                                                                        | 아마도 개조 onъ                                                        |
| ⰟⰊ   | Jery                | Ы         | /ɨ/      | Ery, jery                                                              | Jery                                                                   |                                                                        | 합자                                                                   |
| Ⱐ    | Jeri                | Ь         | /ə/      | Erь, jerь                                                              | Jerj                                                                   |                                                                        | 개조 onъ                                                               |
| Ⱑ    | Jati                | Ѣ         | /æ, jɑ/  | Jatь                                                                   | Jat                                                                    |                                                                        | 그리스 대문자 alpha Α                                                  |
| Ⱖ    |                     | Ё         | */jo/    | 불명 :Ⱙ를 나타내기 위한 가상의 글자, 당시에는 /jo/ 발음은 불가능 했다. | 불명 :Ⱙ를 나타내기 위한 가상의 글자, 당시에는 /jo/ 발음은 불가능 했다. | 불명 :Ⱙ를 나타내기 위한 가상의 글자, 당시에는 /jo/ 발음은 불가능 했다. | 불명 :Ⱙ를 나타내기 위한 가상의 글자, 당시에는 /jo/ 발음은 불가능 했다. |
| Ⱓ    | Jou                 | Ю         | /ju/     | Ju, yu                                                                 | Ju                                                                     |                                                                        | 불명                                                                   |
| Ⱔ    | Ensu (small jousu)  | Ѧ, Я      | /ɛ̃/      | [Ensь]                                                                 | Ja, Small jus                                                          | 작은 유스                                                              | 그리스 문자 엡실론 ε, 비음을 표현하는데 사용됨                         |
| Ⱗ    | Jensu (small jousu) | Ѩ         | /jɛ̃/     | [Jensь, Yensь]                                                         |                                                                        | 작은 요붙이유스                                                        | 합자 jestъ 와 ensь 비음표현                                            |
| Ⱘ    | Onsu (big jousu)    | Ѫ         | /ɔ̃/      | [Onsь]                                                                 |                                                                        | 큰 유스                                                                | 합자 onъ 와 ensь 비음표현                                              |
| Ⱙ    | Jonsu (big jousu)   | Ѭ         | /jɔ̃/     | [Jonsь, Yonsь]                                                         |                                                                        | 큰 요붙이유스                                                          | 합자 불명, 문자와 ensь 비음표현                                        |
| Ⱚ    | Thita               | Ѳ         | /θ/      | [Thita]                                                                | Fita                                                                   | 쎄타                                                                   | 그리스어 세타 θ                                                        |
| Ⱛ    | Yzhica              | Ѵ         | /ʏ, i/   | Ižica                                                                  | Ižica                                                                  |                                                                        | 불명                                                                   |